# HyFish
Der HyFish ist ein unbemanntes Versuchsflugzeug des DLR mit Elektroantrieb und Energieversorgung durch eine Brennstoffzelle. Es stellt die erste praktische Umsetzung des von dem Schweizer Konrad Schafroth entwickelten Smartfish-Konzeptes dar. 
Der Erstflug des 1,2 m langen, 6 kg schweren und von einem Impeller angetriebenen Modells erfolgte im März 2007 in der Nähe von Bern. Die Polymerelektrolyt-Brennstoffzelle erzeugt 1 kW elektrische Leistung und hat eine Gesamtmasse von nur 3 kg (inklusive Wasserstoffversorgung). Der Drucktank fasst 200 l, was eine theoretische Flugzeit von 15 Minuten ermöglicht. Ziel der Entwicklung war es, die Leistungsfähigkeit und Einsatzmöglichkeiten von Brennstoffzellen aufzuzeigen.